# Gatto (costellazione)
Il Gatto (Felis in latino) era una costellazione creata da Jérôme Lalande nel 1799. Scelse proprio questo nome perché, da amante dei gatti, era sorpreso che questo felino non fosse mai apparso tra le costellazioni (sebbene vi fossero due Leoni e una Lince). Nel suo libro Star Names, Their Lore and Meaning lo storico statunitense Richard Hinckley Allen scrive che Lalande avrebbe detto: «Amo molto i gatti. Farò sì che questa immagine lasci il segno sulle carte celesti. Il cielo stellato mi ha preoccupato abbastanza nella mia vita e ora posso anche permettermi di scherzarci su un po'».
Era situato in una zona compresa tra la Macchina Pneumatica e l'Idra, ma non viene più riconosciuto da molto tempo.